# Juno (Raumsonde)
Juno (auch Jupiter Polar Orbiter) ist eine Raumsonde der NASA, die den Gasplaneten Jupiter aus einer polaren Umlaufbahn erforscht.
Sie wurde am 5. August 2011 gestartet und ist am 5. Juli 2016 in eine Umlaufbahn um den Jupiter eingeschwenkt. Juno ist nach New Horizons die zweite Raumsonde des New-Frontiers-Programms der NASA und darf somit höchstens 700 Millionen US-Dollar kosten. Im Gegensatz zu früheren Raumsonden zum Planeten Jupiter besitzt Juno keine nukleare Energieversorgung, sondern generiert den benötigten Strom durch effiziente und strahlungsresistente Solarzellen.
Der Einsatz ist möglich, weil die Sonde auf ihrer polaren Umlaufbahn immer freie Sicht zur Sonne hat. Außerdem befindet sich die Sonde auf dieser Bahn meist außerhalb der starken Strahlungsgürtel des Jupiters.
Der Name der Sonde entstammt der griechisch-römischen Mythologie. Der Gott Jupiter umgab sich mit einem Wolkenschleier, um seine üblen Taten zu verbergen, doch seine Frau, die Göttin Juno, konnte durch die Wolken hindurchsehen und Jupiters wahre Gestalt erkennen. In einer älteren Liste von NASA-Abkürzungen findet sich auch das Backronym „JUpiter Near-polar Orbiter“.

## Mission

### Forschungsziele
Juno soll sich folgenden Aufgaben widmen:
- Herausfinden, ob Jupiter einen festen Kern besitzt.
- Bestimmung der Anteile von Wasser, Ammoniak und Methan in der Atmosphäre.
- Beobachtung der Konvektion und Erstellung von Windprofilen in der Atmosphäre.
- Bestimmung des Ursprungs des Jupiter-Magnetfeldes.
- Untersuchung der polaren Magnetosphäre.

### Missionsplanung und Anforderungen an die Umlaufbahn
Juno ist die erste Sonde in dieser großen Entfernung zur Sonne, die ihre Energie nur aus Solarzellen bezieht. Daher wurde ein sehr komplexes Szenario für die Umkreisung des Gasriesen ausgewählt. Es mussten unter anderem folgende Bedingungen erfüllt werden:
- Umgehung der stärksten Strahlungsgürtel, denn die Strahlung würde die Sonde beschädigen.
- Vermeidung des Eintritts in den Schatten Jupiters, damit die Solarzellen ununterbrochen Energie liefern können.
- Geringe Distanz zum Jupiter bei der größten Annäherung (Periapsis).

Durch eine hochelliptische polare Umlaufbahn sollen diese Ziele erreicht werden. Die aggressiven Strahlungsgürtel Jupiters sind ungefähr torusförmig und umgeben den Planeten äquatorial wie ein unsichtbarer Schwimmreifen in einem gewissen Abstand. Die Sonde wird bei jeder Umkreisung des Planeten, einmal in Nord-Süd-Richtung, nahe an Jupiter, zwischen dem Planeten und dem Strahlungsgürtel hindurchfliegen und anschließend in einem großen Bogen in Süd-Nord-Richtung den Strahlungsgürtel auf der Außenseite passieren. Die Sonde wird sich bei diesen Orbits nie im Jupiterschatten befinden, was für eine permanente Energieversorgung mittels Solarzellen entscheidend ist. Zudem besteht maximaler Energiebedarf nicht kontinuierlich, sondern pro Orbit nur in einem wenige Stunden dauernden Zeitfenster in Jupiternähe, in dem Messungen durchgeführt werden.
Die Primärmission der Sonde war zunächst auf ca. eineinhalb Jahre angelegt und sollte 37 Jupiterumrundungen umfassen; später wurde sie bis 2021 verlängert. Eine Reise zu den galileischen Monden war dabei nicht vorgesehen, da sich diese in den starken Strahlungsgürteln des Jupiters befinden. Dort könnte die Strahlung die Solarzellen und die Bordelektronik zerstören. Anfang 2021 entschied die NASA, nach Abschluss der Primärmission Vorbeiflüge an Ganymed, Europa und Io zu versuchen.

### Start

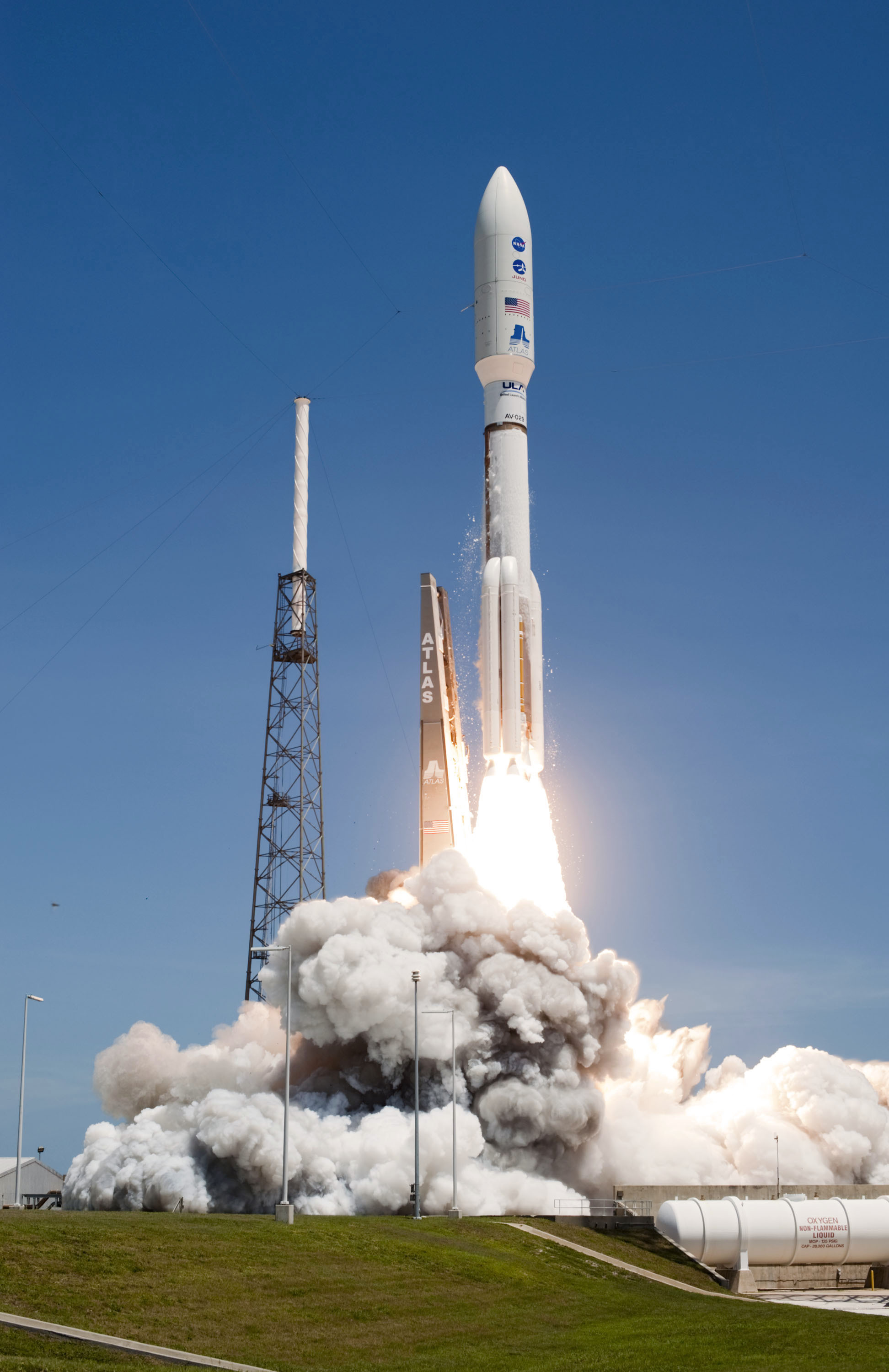
Start der Atlas-V-Trägerrakete mit der Juno-Mission an Bord

Der Start der Sonde erfolgte am 5. August 2011 um 16:25 UTC an Bord einer Atlas V(551) vom Cape Canaveral. Ursprünglich war der Start für Juni 2010 und dann für den 7. August 2011 geplant.

### Flugstrecke

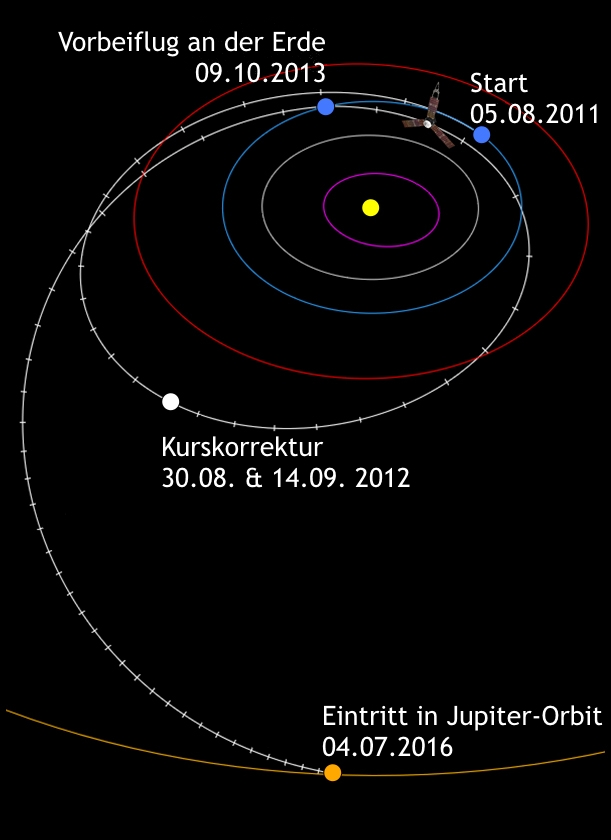
Flugbahn von Juno

Während des knapp 5 Jahre dauernden Flugs zum Jupiter umrundete die Sonde eineinhalbmal die Sonne und führte dabei im Oktober 2013 einen nahen Vorbeiflug an der Erde aus. Dabei nutzte sie mit einem Swing-by-Manöver deren Schwerkraft, um zum Jupiter zu beschleunigen.
Nach dem Start wurde die Sonde zunächst auf eine Bahn um die Sonne außerhalb des Erdorbits gebracht. Etwa ein Jahr später, im August und September 2012, gab es zwei Bahnkorrekturmanöver. Das erste fand am 30. August 2012 statt. Das Leros-1b-Triebwerk wurde für 29 min 39 s gezündet, wobei die Geschwindigkeit um 344 m/s verändert und 376 kg Treibstoff verbraucht wurden. Am 14. September 2012 wurde das Triebwerk erneut für 30 Minuten gezündet, wodurch sich beim Verbrauch von weiteren 376 kg Treibstoff die Geschwindigkeit um 388 m/s änderte. Dadurch näherte sich die Sonde am 9. Oktober 2013 der Erde bis auf 560 km, wurde von ihr beim Swing-by-Manöver um 3,9 km/s beschleunigt und auf den Weg zum Jupiter gebracht.
Am 3. Februar 2016 wurde die erste von zwei geplanten Bahnkorrekturen zur Feinjustierung der Flugbahn vorgenommen. Die Triebwerke verbrauchten 0,6 kg Treibstoff und veränderten die Geschwindigkeit um etwa 0,3 m/s. Zu diesem Zeitpunkt war Juno noch ca. 82 Millionen Kilometer vom Jupiter entfernt.

### Einschwenken in die Jupiterumlaufbahn

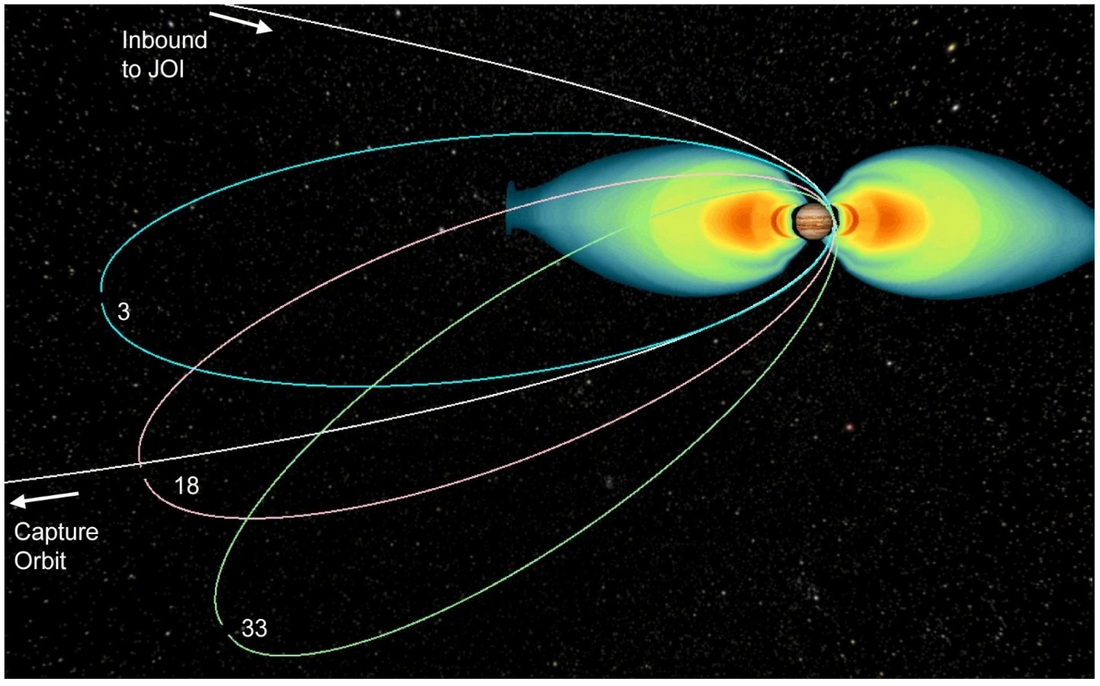
Juno kam von links oben, durch das Bremsmanöver kam die Sonde in den Capture Orbit. Leuchtend hell ist der Jupiter-Strahlungsgürtel eingezeichnet, den Juno auf den eingezeichneten Spiralbahnen weitgehend vermeidet. Die Bahnen 3, 18 und 33 sind nicht verwirklichte kurzperiodische Umläufe.

Die Sonde näherte sich Jupiter von Norden, überflog den Pol und trat dabei in ihren ersten Orbit ein. Dabei beschleunigte Jupiter die Sonde auf ca. 266.000 km/h (74 km/s) relativ zur Erde. Zu dem Zeitpunkt war Juno das schnellste von Menschen geschaffene Objekt in der Geschichte. Dieser Rekord wurde am 21. November 2021 von der Parker Solar Probe übertroffen.
Die Phase der Jupiter Orbit Insertion (JOI-Phase) fand vom 1. Juli 2016 bis 5. Juli 2016 statt und wurde mit dem JOI Burn beendet. Diese Brennphase dauerte 35 Minuten und bremste die Sonde um 542 m/s ab und änderte ihre Flugbahn von einem hyperbolischen Vorbeiflug in einen elliptischen Orbit mit etwa 53,5 Tagen Umlaufdauer.
Am 4. Juli 2016 erreichte die Sonde ihr erstes Perijovum (die größte Nähe zu Jupiter auf ihrer Umlaufbahn), das Perijovum 0. Damit begann der Orbit 0. Am 27. Juli 2016 erreichte sie ihr erstes Apojovum (die größte Ferne zu Jupiter auf ihrer Umlaufbahn), das Apojovum 0. Ab diesem Punkt begann Orbit 1, der den Flug bis zum Apojovum 1 umfasste. Entsprechend setzt sich die Zählung der Perijovi, Apojovi und Orbits fort.
Am 5. Juli 2016, dem Ende der JOI-Phase, betrug die Ein-Weg-Kommunikationszeit zwischen der Sonde und der Erde 48,3 Minuten.

### Im Jupiterorbit
Seit der JOI-Phase befand sich die Sonde in einer größeren elliptischen Umlaufbahn, deren Umlaufdauer 53,4 Tage beträgt. In dieser Bahn sollte die Sonde nach ursprünglicher Planung zwei Umläufe fliegen. Während des dazwischenliegenden Perijovums (PJ1) am 27. August 2016 wurden erstmals die Instrumente in Jupiternähe aktiviert. Am 19. Oktober 2016 sollte eine Triebwerkszündung in Jupiternähe stattfinden, um die Sonde aus den langperiodischen Capture Orbits zu kurzperiodischen (14-täglichen) Science Orbits zu bringen. Durch die häufigeren Vorbeiflüge an Jupiter könnten mehr Daten während der begrenzten Missionszeit gewonnen werden.
Aufgrund von Problemen an zwei Helium-Rückschlagventilen im Zusammenhang mit dem Haupttriebwerk der Sonde, die einige Tage vor der geplanten Zündung auftraten, wurde die Zündung zunächst für weitere Nachforschungen verschoben. Im Februar 2017 gab die NASA bekannt, dass Juno für den Rest der Primärmission im gleichen Orbit verbleibt, da das Zünden der Triebwerke zu einem ungewünscht niedrigen Orbit führen kann. Auch bei diesen Orbits mit einer Umlaufdauer von 53,4 Tagen beträgt die größte Annäherung an die Wolkendecke Jupiters, wie bei den ursprünglich geplanten Science Orbits, rund 4100 km, und ein großer Teil des ursprünglichen Missionsziels kann verwirklicht werden. Zusätzlich kann jetzt der äußere Bereich der Jupitermagnetosphäre und ihre äußere Begrenzung, die Magnetopause, sowie ihre Wechselwirkung mit dem Sonnenwind untersucht werden – eine Aufgabe, die nicht zum ursprünglichen Programm der Junomission gehörte. Bis Juni 2018 wurden 12 Jupiterorbits absolviert, dann entschied die NASA, die Mission um drei Jahre zu verlängern, um wie geplant 32 Vorbeiflüge in niedriger Höhe zu ermöglichen.
Nach ursprünglicher Planung sollte die Mission im Juli 2021 enden und die Sonde danach kontrolliert in der Jupiteratmosphäre verglühen. Auf diese Weise sollte im Sinne der Planetary Protection verhindert werden, dass die nicht sterile Sonde eines Tages auf einen der großen Jupitermonde herabstürzt und ihn mit irdischen Mikroorganismen kontaminiert. Anfang 2021 wurde die Mission bis September 2025 verlängert, unter dem Vorbehalt, dass Juno solange funktionsfähig bleibt.
Am 7. Juni 2021 gab es ein Fly-by an Ganymed in einem Abstand von 1.038 km. Dabei konnte Ganymed von einer neuen Perspektive aufgenommen werden und die Polregion wurde sichtbar. Durch den Vorbeiflug wurde die Umlaufdauer von 53 Tagen auf 43 Tage verkürzt. Einen weiteren Fly-by an Ganymed gab es am 20. Juli 2021 im Abstand von 50.109 km. Der nächste Flyby an Europa fand am 29. September 2022 statt und verkürzte die Umlaufdauer weiter auf 38 Tage.

### Erste Messungen
Im Februar 2017 wurden erste Ergebnisse von Junos Messinstrumenten bekannt. Sie entsprachen nicht dem, was zuvor erwartet worden war. So hatten etwa Wissenschaftler anhand von Modellen einen Felskern von etwa der Größe der Erde vorhergesagt, doch die ersten Messergebnisse konnten dies nicht bestätigen.

“We don’t see anything that looks like a core. There may be a core of heavy elements in there, but it might not be all concentrated in the middle. […] Maybe it’s much larger? Maybe it’s half the size of Jupiter? How could that be?”

„Wir sehen nichts, was nach einem Kern aussieht. Es mag sein, dass es da einen Kern aus schweren Elementen gibt, aber es ist vielleicht nicht alles in der Mitte konzentriert. […] Vielleicht ist er viel größer? Vielleicht halb so groß wie Jupiter? Wie kann das sein?“

Andere Instrumente beschäftigen sich mit der Magnetosphäre, die unter anderem Jupiters große Polarlichter erzeugt. Diese Schicht erweist sich als stärker als zuvor angenommen. Jupiters Atmosphäre wird mit einem speziell dafür entwickelten Mikrowellenspektrometer beobachtet, und auch dessen Ergebnisse sorgen für Überraschungen. Bewegungen innerhalb der Atmosphäre verlaufen anders, tiefer als erwartet, und bestimmte Stoffe verteilen sich nicht so, wie man vorher gedacht hatte. Wissenschaftler beginnen nun, den Jupiter mit anderen Augen zu sehen.

“The whole thing looks different than what anyone thought. I mean every way we have looked, we have been shocked by what what we’ve seen.”

„Das ganze Ding sieht anders aus, als irgendjemand vorher gedacht hätte. Ich meine, egal wie wir daraufgeschaut haben, wir waren schockiert von dem, was wir sahen.“

Die erzwungene Verlängerung der Mission durch Verbleiben in einem ausgedehnteren Orbit erweist sich als durchaus positiv für die überraschende wissenschaftliche Situation. Wenn die Daten nicht den Erwartungen entsprechen, kann die zusätzliche Zeit bis zur nächsten Messkampagne genutzt werden, die Modelle anzupassen und Überlegungen hinsichtlich alternativer Messungen anzustellen.

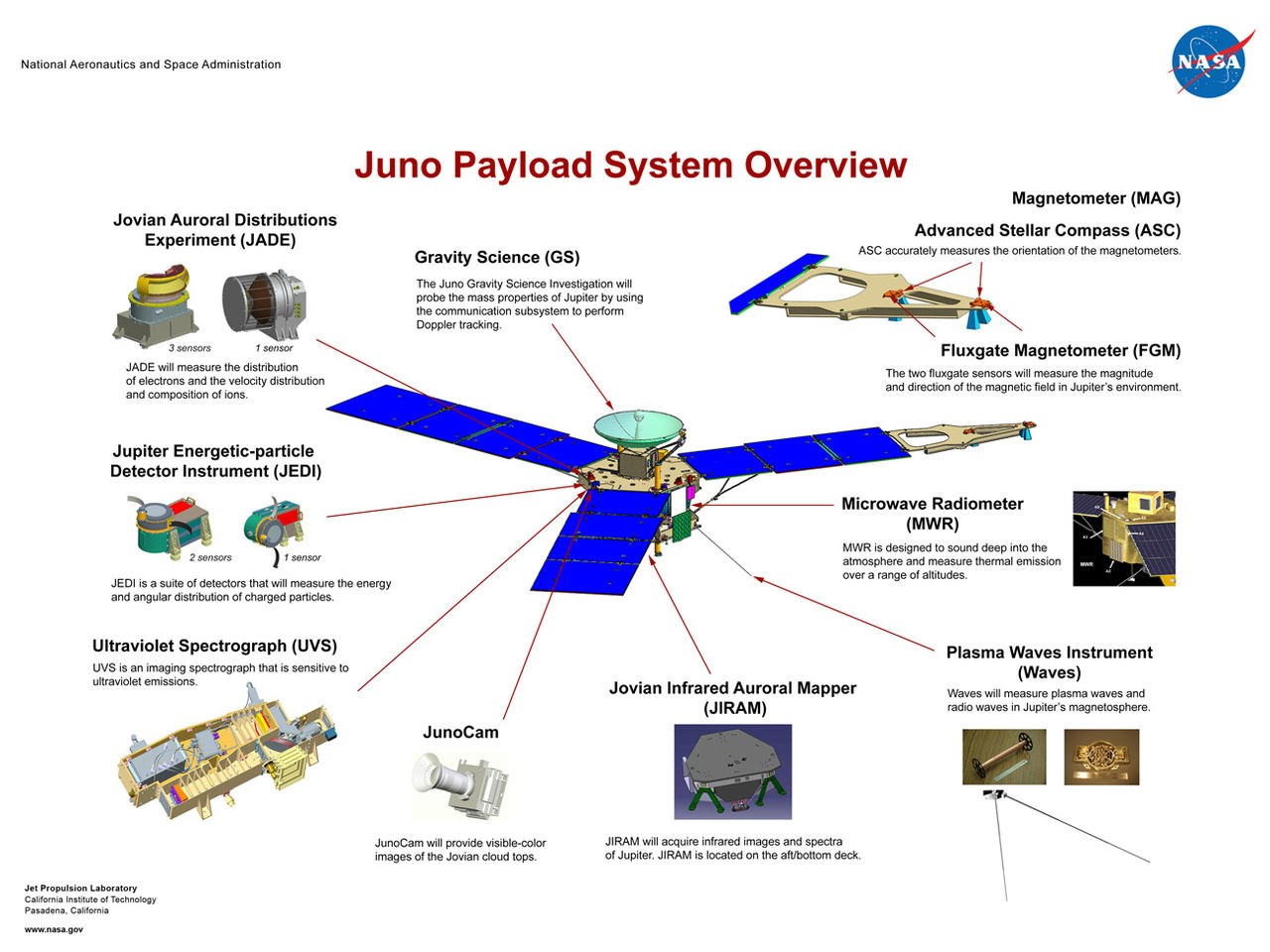
Aufbau der Raumsonde Juno (Stand 2009)

Im Juni 2018 gab die NASA bekannt, dass Juno auch neue Erkenntnisse über die Entstehung von Blitzen auf dem Jupiter erzielt hatte. Die Existenz solcher Megablitze auf dem Jupiter war seit Voyager (1979) bekannt. Rätselhaft war, warum bis dahin keine Radiowellen im Megahertz-Bereich wie bei Blitzen auf der Erde gemessen wurden (sondern nur im Kilohertz-Bereich) und warum die Blitze vor allem an den Polen auftraten, ebenfalls im Gegensatz zur Erde. Juno wies nun auch Radiostrahlung von Blitzen auf dem Jupiter im Megahertz- und Gigahertz-Bereich nach. Als Ursache für die andersartige Verteilung der Blitze wird angenommen, dass die Haupt-Antriebskräfte für das Wetter auf Jupiter im Gegensatz zur Erde nicht in der Energie der Sonneneinstrahlung liegen, sondern in der im Innern von Jupiter selbst erzeugten Energie. Am Äquator gibt es aber noch zusätzlich den Einfluss der Sonnenstrahlung, die zur Stabilisierung der Atmosphäre beiträgt, was an den Polen nicht der Fall ist. Ungeklärt ist allerdings, warum die meisten Blitze am Nordpol und nicht am Südpol beobachtet wurden.

## Technische Beschreibung
Junos Hauptkörper ist ein sechsseitiges Prisma. Jede Seite hat etwa 2 m Kantenlänge. An drei der sechs Seiten sind vierfach zusammenklappbare Solarmodule mit 8,9 m Länge befestigt. Davon sind zwei Module komplett mit Solarzellen belegt, das dritte nur auf drei Feldern, das vierte Feld ist ein Träger für Magnetometer. Bei allen drei Solarmodulen ist das innerste mit Solarzellen belegte Feld ca. 2 m breit. Die äußeren mit Solarzellen belegten Felder sind jedoch mit 2,65 m breiter als das innerste und haben so eine größere lichtsammelnde Oberfläche, insgesamt über 60 m². Dies ist erforderlich, da die Sonneneinstrahlung am Jupiter weniger als 4 Prozent der auf der Erde entspricht. Die Solarmodule erzeugen am Missionsende noch 435 Watt elektrische Leistung.
Auf dem Zentrum des Hauptkörpers von Juno ist eine Parabolantenne für die Kommunikation im X-Band mit der Erde angebracht. Diese ist mit einer für Radiowellen durchlässigen Sonnenschutzfolie abgedeckt. Durch die Parabolantenne hindurch verläuft die Rotationsachse von Juno, die Raumsonde rotiert zur Spinstabilisierung 2- bis 5-mal pro Minute. Junos Rotationskreis hat mit ausgeklappten Solarmodulen einen Durchmesser von mehr als 20 m und das Startgewicht beträgt 3625 kg. Als Strahlenschutz für die Bordelektronik dient eine Box aus Titanplatten mit einer Stärke von 10 Millimetern und einem Gesamtgewicht von etwa 200 kg.

### Instrumente
Juno wurde mit folgenden Instrumenten und Experimenten ausgestattet:
| Illustration | Name des Instruments                          | Abk.  | Beschreibung |
| ------------ | --------------------------------------------- | ----- | --- |
|              | Microwave radiometer                          | MWR   | Ein Mikrowellenspektrometer zur Messung des Ammoniak- und Wasseranteils in der Jupiteratmosphäre. Das Instrument wurde vom JPL gebaut. |
| rahmenlo     | Jovian Infrared Auroral Mapper                | JIRAM | Ein Instrument zur spektrometischen Untersuchung der oberen atmosphärischen Schichten im Bereich von 5 bis 7 bar Druck (50 bis 70 km Tiefe) im Infrarotbereich bei Wellenlängen im Bereich von 2 bis 5 μm. |
|              | Magnetometer                                  | MAG   | Ein Magnetometer zum Studium des Magnetfeldes. Das Instrument wurde vom Goddard Space Flight Center und JPL gebaut. |
|              | Gravity Science                               | GS    | Ungleichmäßigkeiten in der Massenverteilung verursachen kleine Variationen der Schwerkraft während des Vorbeiflugs der Sonde in Oberflächennähe. Durch die Messung der Schwerkraft durch Radiowellen soll die Verteilung der Masse im Inneren von Jupiter erforscht werden. Das Experiment hat keine eigene Hardware, sondern nutzt die Antennen und Kommunikationsanlagen der Sonde. |
|              | Jovian Auroral Distributions Experiment       | JADE  | JADE studiert Jupiters Polarlichter, indem geladene Partikel niedriger Energie wie Elektronen und Ionen entlang der Magnetfeldlinien des Planeten gemessen werden. Das Instrument wurde vom Southwest Research Institute (SwRI) gebaut. |
|              | Jovian Energetic Particle Detector Instrument | JEDI  | Wie JADE, jedoch für Elektronen und Ionen hoher Energie, mit drei identischen Sensoren speziell zur Analyse von Wasserstoff-, Helium-, Sauerstoff- und Schwefelionen. Das Instrument wurde vom Applied Physics Laboratory der Johns Hopkins University gebaut. |
|              | Radio and Plasma Wave Sensor                  | Waves | Ein Instrument zur Messung von Plasma- und Radiowellen in Jupiters Magnetosphäre. Es wurde von der University of Iowa gebaut. Es empfängt im Frequenzbereich zwischen 50 Hz und 41 MHz. |
|              | Ultraviolet Imaging Spectrograph              | UVS   | UVS fertigt Aufnahmen der Aurora im ultravioletten Licht an und arbeitet dabei mit JADE zusammen. Das Instrument wurde vom Southwest Research Institute gebaut. |
|              | JunoCam                                       | JCM   | Eine besonders strahlengeschützte Kamera, die Aufnahmen von Jupiters Wolkendecke im sichtbaren Licht machen soll. |

### Antrieb
Junos Primärantrieb für das Deep-Space-Manöver und für das Einschwenken in die Jupiterumlaufbahn ist ein Leros-1b-Triebwerk mit einem Schub von 645 N. Die Treibstoffe sind Hydrazin und Stickstofftetroxid. Das Lagekontrollsystem ist monergol und verwendet nur Hydrazin. Es verfügt über 12 Düsen, die an vier Stellen des Hauptkörpers angebracht sind.

### JunoCam

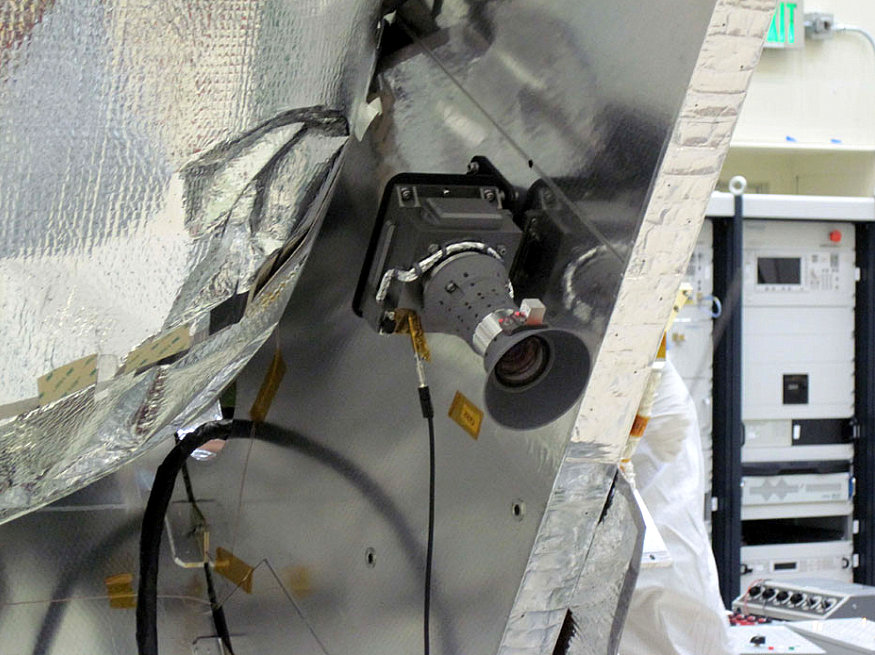
JunoCam

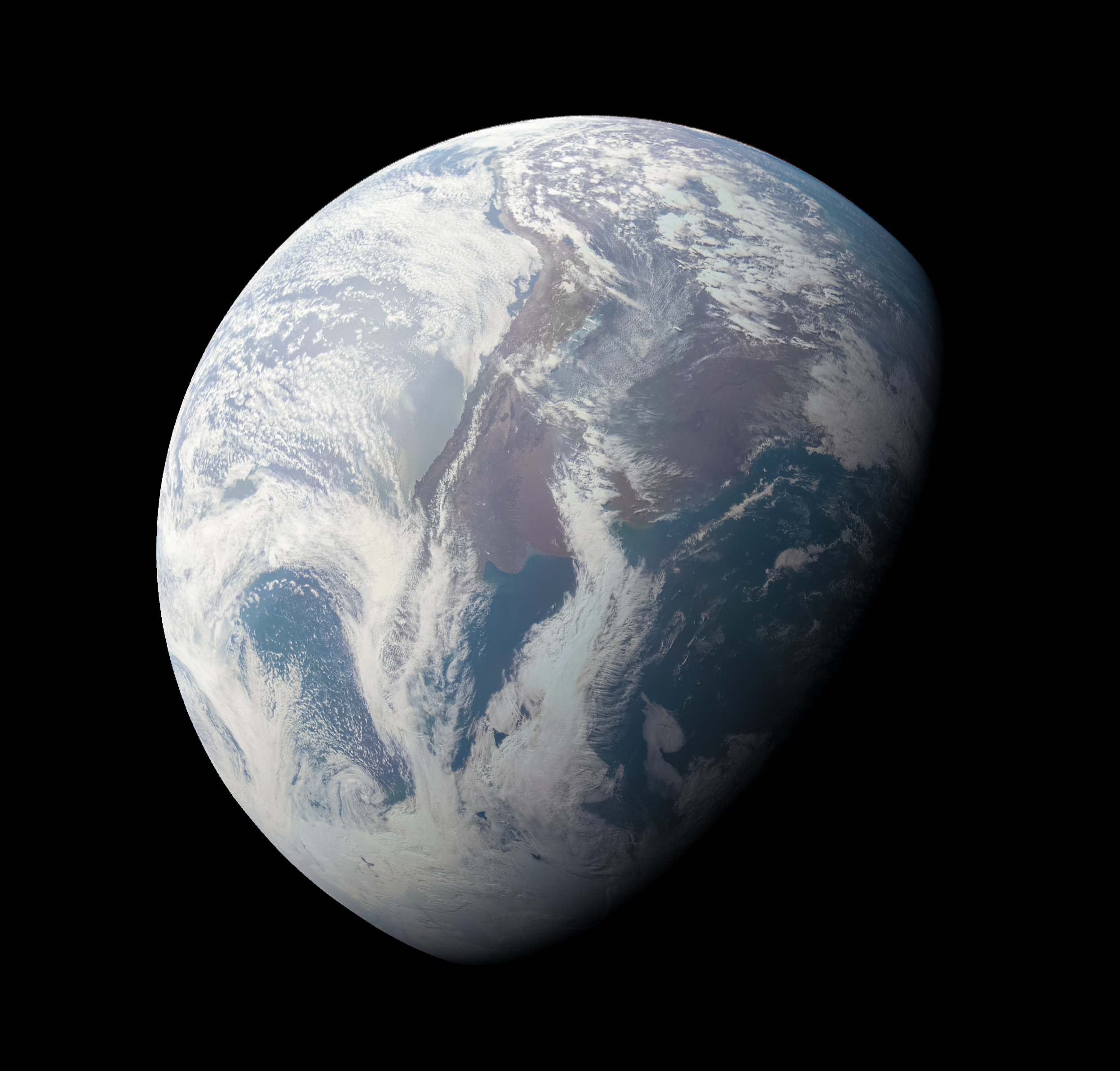
Die Erde beim Gravity Assist im Oktober 2013

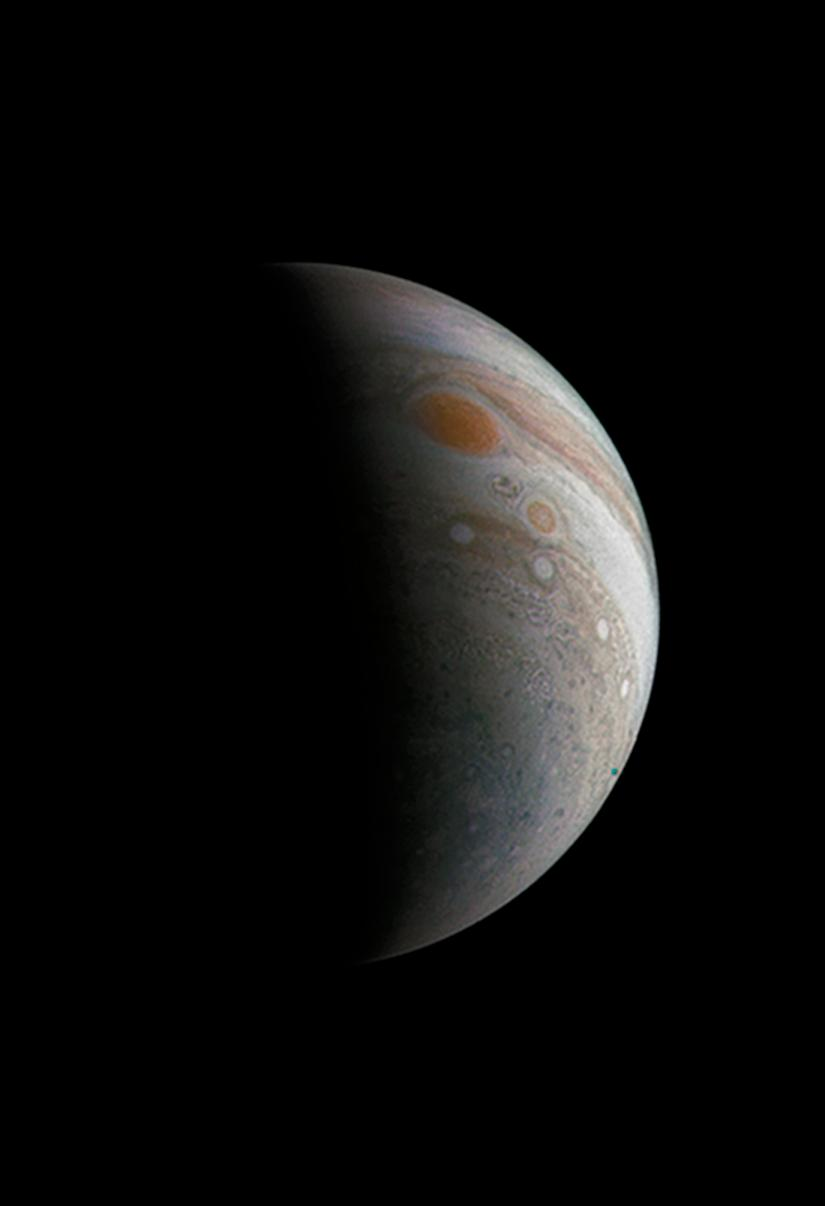
JunoCam-Foto von Jupiter mit dem Großen Roten Fleck

JunoCam-Foto der Südpolregion von Jupiter

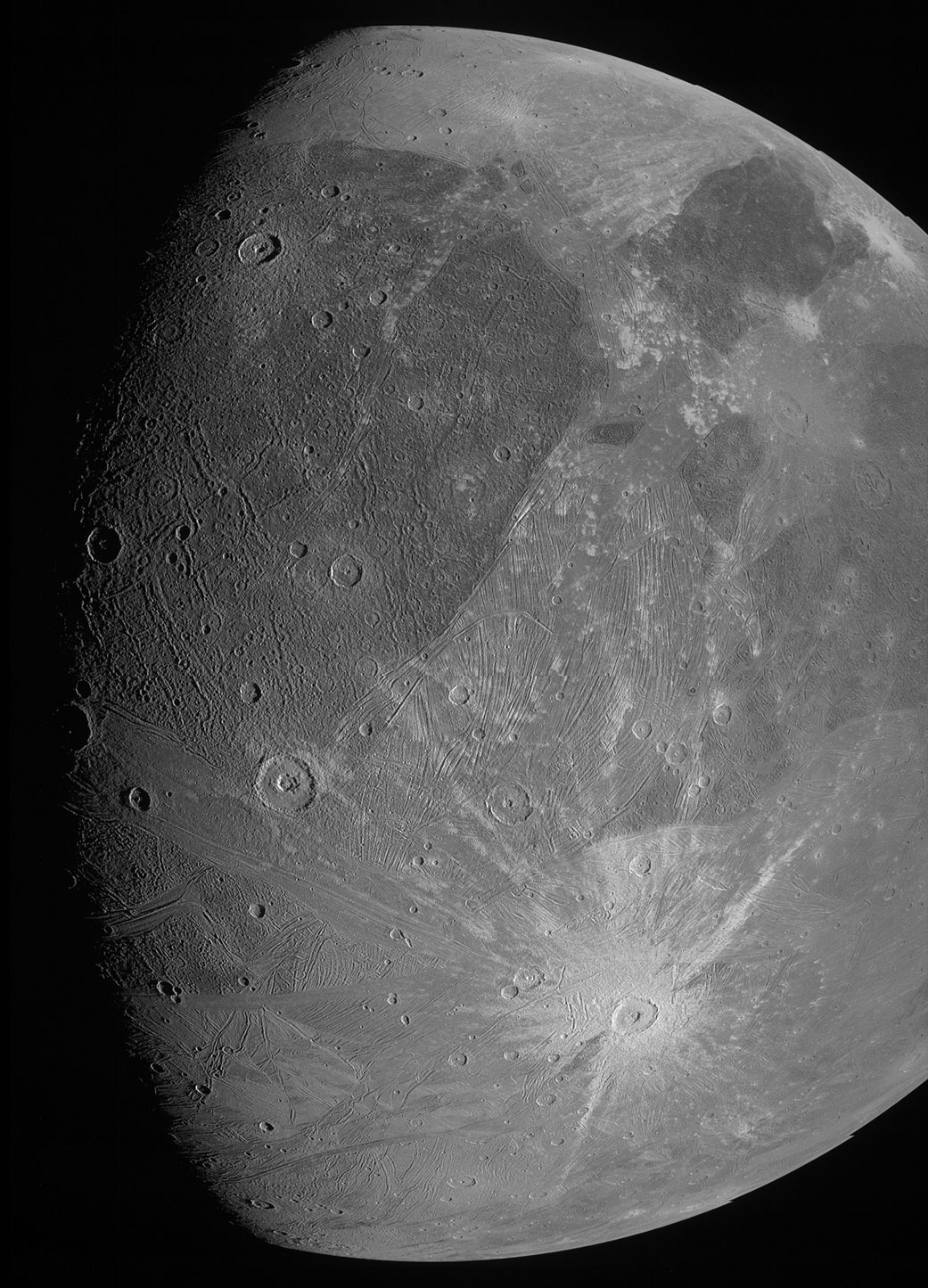
JunoCam-Foto des Jupiter-Mondes Ganymed am 7. Juni 2021

Die Kamera JunoCam soll eine bessere Bildauflösung von Jupiters Wolkendecke als alle bisherigen Aufnahmen liefern. Sie wurde von Malin Space Science Systems gebaut und basiert auf der Kamera MARDI, die Curiositys Abstieg zur Marsoberfläche dokumentierte. Das optische System wurde von Rockwell-Collins Optronics hergestellt. Beim CCD-Sensor handelt es sich um den Typ KAI-2020 von Kodak.
Die Kamera ist fest mit der Sonde verbunden und rotiert mit dieser etwa alle 30 Sekunden so um die Achse, dass JunoCam innerhalb dieser 30 Sekunden eine volle 360°-Panorama-Aufnahme machen kann. Der Typus der Kamera wird Pushframe-Kamera genannt; er ist zwischen einer Flächenkamera und einer Zeilenkamera einzuordnen. Dieses Design wurde gewählt, um der Kamera-Elektronik zu ermöglichen, bei langer Belichtungszeit das Verwackeln auszugleichen, das durch die Rotation der Sonde entsteht; es erfordert jedoch eine Nachbearbeitung der Bilder. Die Kamera hat einen horizontalen Öffnungswinkel von 58° bei 1600 Pixeln, eine Brennweite von ca. 11 mm und eine Blendenzahl von etwa 3,2. Die CCD hat eine aktive Bildhöhe von insgesamt 1200 Pixeln. Davon werden maximal vier fest definierte horizontale Streifen (framelets) von je 128 Pixeln Höhe ausgelesen (readout-regions). Die Readout-Regions sind von fest angebrachten Farbfiltern bedeckt. Abhängig davon, welche der vier Readout-Regions ausgelesen werden, lassen sich einfarbige, dreifarbige (Rot, Grün, Blau) oder Infrarotbilder („Methan“, 889 nm) aus den bis zu etwa 82 Einzelaufnahmen je Panorama zusammensetzen. Die Kamera kann wahlweise verlustfreie Bilder und Bilder mit Kompressionsverlusten machen, die weniger Speicherplatz und Bandbreite zur Übertragung benötigen.
Das Festbrennweiten-Objektiv wurde für die Aufnahme der Polregionen optimiert. Die äquatorialen Regionen Jupiters können im Perijovum mit Auflösungen von bis zu 3 Pixeln pro Kilometer fotografiert werden. Die Kamera kann auch Aufnahmen von jupiternahen Monden wie Io oder Amalthea machen, allerdings wegen der Distanz nur mit schlechterer Auflösung.
Es wird erwartet, dass die Kamera mit jedem Orbit Strahlungsschäden erleiden wird, die sich als Hotpixel oder im Versagen der Elektronik zeigen können, aber die Kamera soll für mindestens die ersten sieben Orbits durchhalten.
Sowohl bei der Auswahl der Ziele als auch bei der Auswertung der Bilder wird die Öffentlichkeit einbezogen.

## Besonderheiten

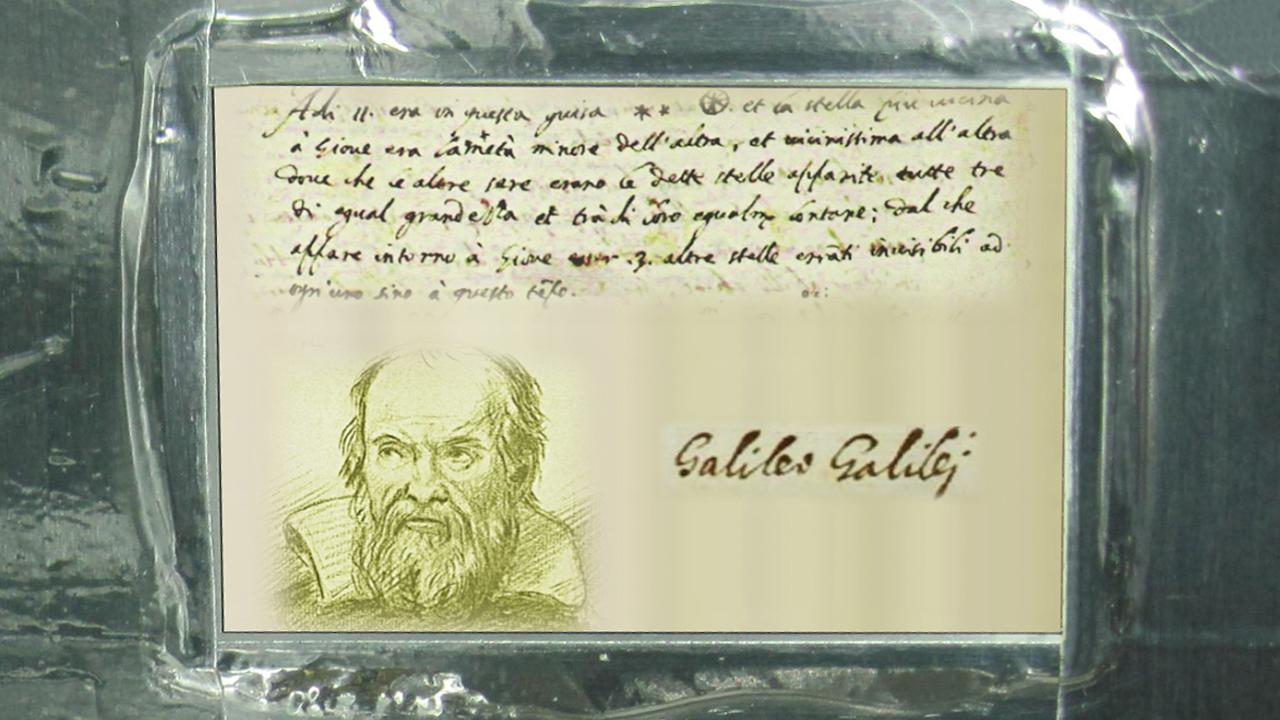
Bild der Plakette

In Erinnerung an den Entdecker der großen Jupitermonde trägt Juno eine Aluminiumplakette mit dem Bildnis sowie einer handschriftlichen Notiz von Galileo Galilei sowie drei Lego-Figuren aus Aluminium, die Galilei, Jupiter und dessen Frau Juno darstellen.

## Amateurfunk-Empfang während des Swing-bys
Während des Swing-bys am 9. Oktober 2013 waren Funkamateure aufgefordert, synchron Morsezeichen an Juno zu senden, die vom Waves-Instrument empfangen werden sollten. Die Nachricht sollte aus den Buchstaben „H“ und „I“ im Morsecode bestehen („Hi“ steht für „Hallo“). Es wurde extrem langsam gesendet, wobei jeder der sechs Morse„punkte“ 30 Sekunden andauern sollte, weil dies der Rotationsperiode der Sonde entsprach. Die NASA-Wissenschaftler könnten auf diese Art feststellen, ob es zu Modulationseffekten durch die Rotation kommt. Die Nachricht „HI“ wird dadurch auf 10 Minuten gedehnt. Die Funkamateure sollten sich, gemäß dem Endbuchstaben ihres Rufzeichens, möglichst gleichmäßig auf Frequenzen zwischen 28,000 und 28,450 MHz im 10-Meter-Band verteilen, um ein breitbandiges Signal zu erreichen. Zwar hätte das Waves-Instrument auch niedrigere Frequenzen empfangen können, jedoch wären diese Sendesignale an der Ionosphäre reflektiert worden und wären nicht von der Erde ins Weltall gelangt. Die Aktion begann um 18:00 UTC, als sich Juno über Südamerika befand. Die größte Annäherung fand um 19:21 in einer Höhe von 559 km über Südafrika statt, die Aktion endete um 20:40 UTC, als sich Juno über Zentralasien befand und sich von der Erde entfernte. Somit wurde das Wort „HI“ 16-mal von der Erde an Juno gesendet und an Bord vom Waves-Instrument empfangen.